# Ареобінд (магістр армії)
Ареобінд (д/н — 546) — військовий діяч Візантійської імперії.

## Життєпис
Походив з впливового готського роду. Онук Ареобінда Дагалайфа, консула 506 року. Син Флавія Олібрія Юніора, консула 491 року, і доньки Флавія Павла (брата імператора Анастасія I). Його кар'єрі також сприяв шлюб на небозі імператора Юстиніана I (доньки його сестри Вігіланції).
У 454 році призначається magister militum per Africam (військовим магістром Африки) для допомоги преторіанському префекту Сергію у придушенні повстання берберів Триполітанії, Нумідії і Бізацени. Також стає ректором (намісником) провінції Бізацена. Невдовзі вступив у конфлікт з Сергієм, який не надав допомогу військовикові Ареобінда — Іоанну, що мав змогу здолати ворогів біля Сікки в Нумідії. Але вже згодом у битві біля Фації Іоанн переміг Стотзу, царя маврів і римлян, але обидва супротивники загинули.
У 546 році імператор відкликав Сергія, доручивши Ареобінду керувати придушенням берберського повстання. Водночас той не отримав посади преторіанського префекта. Того ж року на Карфаген рушила коаліція Куцини, Антала і Ябди. Перебуваючи у складній ситуації Ареобінд підкупив Куцину, щоб той вбив Антала. Водночас Гонтерік, дукс Нумідії, вступив в перемовини з Анталом і Ябдою, пропонуючи здати Карфаген. Внаслідок заколоту Гонтеріка почалися бойові дії на вулицях Карфагену. Зрештою Ареобінд вимушений був тікати до церкви, де переховувався. Спробі відпливсти з міста завадила погана погода. Гонтерік відправив єпископа Репарата з гарантією безпеки, але щойно Ареобінд вийшов його було схоплено й страчено. Голову відправлено до Антала.